# Śmietki Małe
Śmietki Małe (niem.: Klein Schnittken i Ludwigshof) – osada w Polsce położona w województwie warmińsko-mazurskim, w powiecie mrągowskim, w gminie Mikołajki. Pierwsze wzmianki pochodzą z 1838. W latach 1975–1998 miejscowość administracyjnie należała do województwa suwalskiego.
Przed II wojną światową istniały dwie osady: Klein Schnittken 53°48′27″N 21°26′37″E/53,807500 21,443611 oraz położona na północ od niej osada Ludwigshof 53°49′01″N 21°26′21″E/53,816944 21,439167, dla której Słownik polskich nazw miejscowości w b. Prusach Wschodnich i na obszarze b. Wolnego Miasta Gdańska wg stanu z 1941 r. podaje nazwę Ludwikowo, nie ustaloną jednak ostatecznie urzędowo i obecnie nieużywaną. 
Analiza materiału kartograficznego wskazuje, że po II wojnie światowej teren dawnej osady Ludwigshof określono jako Śmietki Małe, natomiast zabudowania w miejscu dawnej wsi Klein Schnittken zanikły. 
Śmietki Małe (Klein Schnittken) założono w 1838 roku jako folwark należący do domeny w Śmietkach.
W wykazie miejscowości powiatu z dnia 1 stycznia 1973 roku, Śmietki Małe jako osada należały do sołectwa Inulec, siedziba urzędu pocztowego była w Baranowie, najbliższy przystanek PKP znajdował się w Baranowie a najbliższy przystanek PKS w Inulcu
Ludwigshof założono w 1823 r. jako folwark należący do Baranowa. W 1838 r. były tu dwa domy i mieszkało 9 osób. W 1884 był to folwark w powiecie mrągowskim. Po 1945 r. osada należała do gminy i sołectwa Baranowo. Według stanu na 1 stycznia 1973 osada nie była już wymieniana wśród innych miejscowości powiatu mrągowskiego.